# Sanbongi-dōri
Pour les articles homonymes, voir Sanbongi.
Le Sanbongi-dōri (三本木通, Sanbongi-dōri) est une voie du centre-est de Kyoto, dans l'arrondissement de Kamigyō. Elle débute au Kōjinguchi-dōri. La rue se sépare en deux rues, Nishisanbongi-dōri (西三本木通, Nishisanbongi-dōri) à l'ouest et le Higashisanbongi-dōri (東三本木通, Higashisanbongi-dōri), qui finissent par se rejoindre juste avant son aboutissant, le Marutamachi-dōri.

## Description

### Situation
Le Sanbongi-dōri est une courte rue irrégulière du sud-est de l'arrondissement de Kamigyō. Il est situé juste à l'ouest du parc du palais impérial et à l'est du fleuve Kamo. Il commence dans le quartier de Kami'ikesu-chō (上生洲町) et termine dans celui de Tawaraya-chō (俵屋町). Elle traverse aussi les quartiers Kami-no-chō (上之町), Naka-no-chō (中之町) et Minami-chō (南町). La rue débute au Kōjinguchi-dōri (荒神口通), près du pont Kōjin (荒神橋) franchissant le Kamo, et termine au Marutamachi-dōri (丸太町通), l'une des principales artères est-ouest de la ville, au niveau du pont Marutamachi (丸太町橋). La rue se sépare en deux 175 mètres après son début, avec une branche bifurquant vers l'est, le Higashisanbongi-dōri, tandis que la partie à l'ouest, le Nishisanbongi-dōri, continue tout droit. Les rues sont en contact via une petite rue est-ouest juste 50 mètres plus loin, ce qui forme un petit bloc résidentiel délimité seulement par le Nishi et le Higashi Sanbongi-dōri. Les deux branches se rejoignent en fer à cheval à peine 15 mètres avant le Marutamachi-dōri. Sanbongi-dōri précède le Kawaramachi-dōri (en) (河原町通) à l'ouest, et est la dernière rue avant le Kamo, mais ne touche pas le cours d'eau.
La circulation se fait en sens unique du nord, sauf dans le Higashisanbongi-dōri, où aucun sens n'est indiqué. La rue fait environ 450 mètres de long. La chaussée se poursuit en fait aussi légèrement au nord de Kōjinguchi et légèrement au sud de Marutamachi, et si ces parties étaient comptées, la rue serait longue de près de 800 mètres.

### Voies rencontrées
Du nord au sud, en sens unique. Les voies rencontrées de la droite sont mentionnées par (d), tandis que celles rencontrées de la gauche, par (g). Seules les rues ayant un nom sont listées.
1. Kōjinguchi-dōri (荒神口通)
2. Marutamachi-dōri (丸太町通)

- Sources : (ja) Université Ritsumeikan Asia Pacific (en), « 近代京都オーバーレイマップ », sur Art Research Center,‎ 2023 (consulté le 12 octobre 2023).

### Transports en commun
Les bus du réseau d'autobus de Kyoto (ja) ne passent par sur la rue, mais certains arrêts sont proches, dû à sa proximité avec Kawaramachi-dōri. Les arrêts proches sont Kōjin-guchi (荒神口, lignes 3, 4, 17, 37, 59 et 205) et Kawaramachi Marutamachi (河原町丸太町, lignes 3, 4, 10, 17, 37, 59, 65, 93, 202, 204 et 205).
L'arrêt du métro de Kyoto le plus proche est au sud de la rue, Kyōto Shiyakusho-mae (京都市役所前駅), sur la ligne Tōzai.

## Odonymie

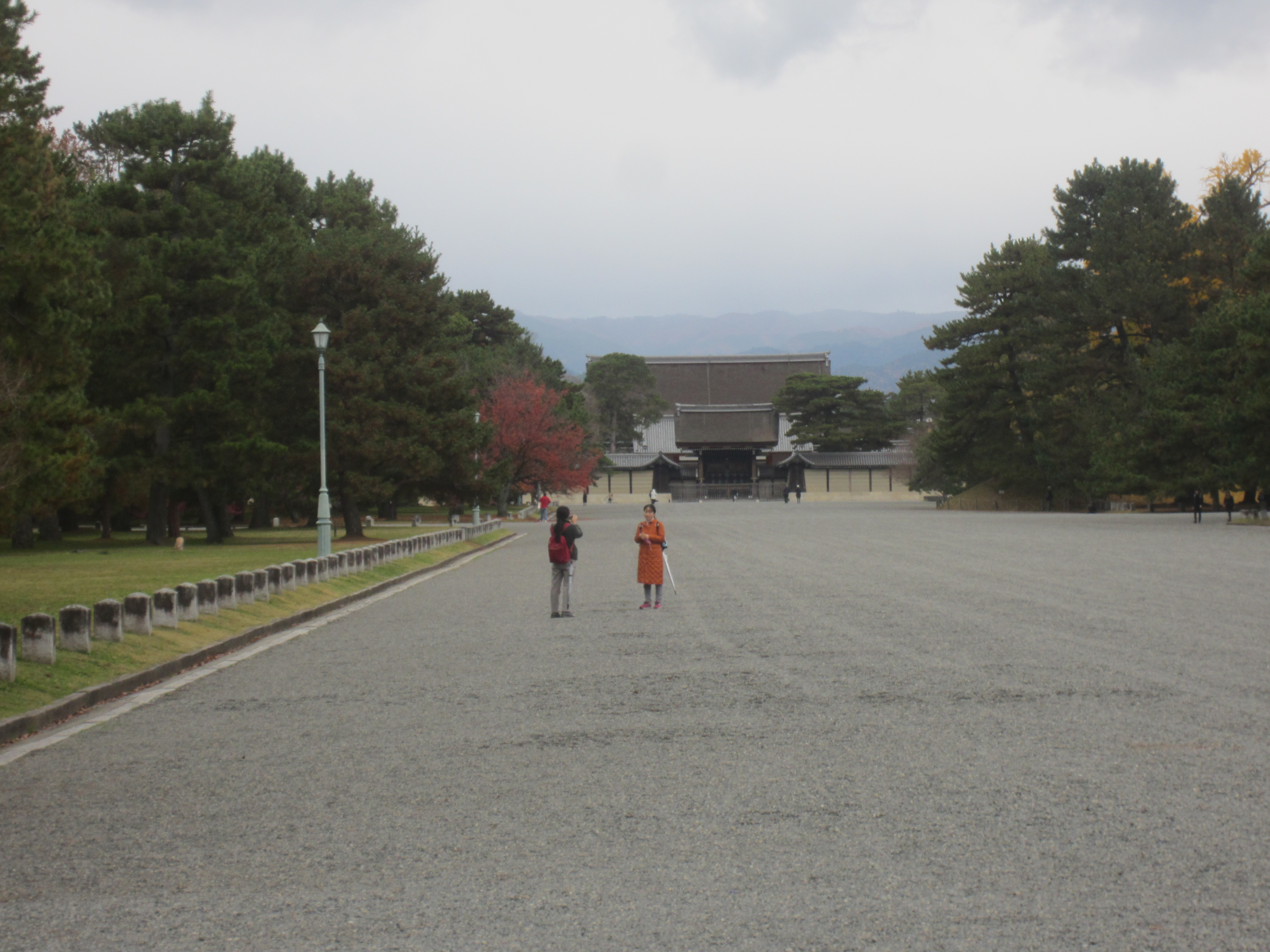
L'enceinte intérieure du palais impérial et son jardin.

La rue porte le nom de Sanbongi/Sambongi (三本木), un quartier plus à l'ouest dévasté durant l'incendie de 1708. La zone entourant la rue est notamment appelée Shinsanbongi (新三本木), soit « nouveau Sanbongi »,. Le quartier original Sanbongi était situé juste à côté du palais impérial, mais après 1708, se trouve maintenant dans le jardin du palais impérial. Nishisanbongi (西三本木) signifie « Sanbongi-ouest », tandis que Higashisanbongi (東三本木) signifie « Sanbongi-est ».

## Histoire
Durant la période Heian (794-1185), la rue était en dehors de la ville impériale et n'existait pas encore. La zone faisait en fait partie des plaines inondables du Kamo. Le quartier s'est développé en un quartier de temples, qui sont relocalisés durant l'époque Azuchi Momoyama (1573-1603) par Toyotomi Hideyoshi.
La rue ouvre peu après l'incendie du Hōei (ja) (宝永の大火), qui a dévasté le quartier impérial et le palais de la vieille capitale en 1708. Un quartier résidentiel ouvre alors entre Kamichōjamachi-dōri et Marutamachi-dōri pour les maisons déplacées par l'agrandissement du palais impérial après l'incendie,,. Ainsi, beaucoup de nobles de la cour s'installent sur la rue, qui prend l'apparence d'une quartier impérial. Durant l'ère Bakumatsu, à la fin de l'époque d'Edo (1603-1868), la rue gagne de l'importance, car plusieurs samouraïs et seigneurs féodaux y transitaient. De plus, la rue se développe en hanamachi, un type de quartier chaud où se trouvent des geishas et des maisons de thé, qui sont fréquentés très souvent par les Loyalistes du shogunat Tokugawa. Les lieux de réunion des loyalistes sont notamment le Yamatoya (ou Yoshidaya), où se déroule en 1867 la tentative d'assassinat de Kido Takayoshi, favorable à un retour de la monarchie au pouvoir et à l'abolition du shogunat. Après la restauration de Meiji et la dissolution du shogunat, la rue perd de l'importance et le quartier chaud disparait vers 1872.

## Patrimoine et lieux d'intérêt
Juste au nord de la rue, près de Kōjinguchi et Hirokōji-dōri se trouve l'université préfectorale de médecine de Kyoto.
Dans le nord de la rue, séparé par le Higashi et le Nishi Sanbongi-dōri, dans le petit bloc résidentiel, se trouve le temple bouddhiste jōdō Entsū-ji (ja) (円通寺/圓通寺), entouré de maisons historiques,. Ainsi, plusieurs maisons de ville traditionnelles et maisons longues sont sur la rue, qui a gardé un cachet historique,. Le nord de la rue est cependant plus urbain.
Peu après la ruelle qui rejoint le Nishi et le Higashi Sanbongi-dōri, se trouve sur Higashisanbongi du côté est se trouve une stèle marquant le lieu de fondation de l'école Kyoto Hōsei (ja) (京都法政学校), plus tard devenue l'université de Ritsumeikan. À côté de cette stèle se trouve une autre stèle dédié à un lieu tout près, mais démoli, le Yamatoya (大和屋) ou Yoshidaya (吉田屋), la résidence dans laquelle l'homme politique Kido Takayoshi (木戸 孝允, 1833-1877) a été attaqué par le Shinsen gumi. Kido avait réussi à s'échapper en utilisant un passage souterrain dans le Yoshidaya. Plus au sud, toujours sur Higashisanbongi, face au Kamo, se trouve le Sanshisui Myōkō (山紫水明処), un site historique qui abritait autrefois l'atelier du peintre Rai San'yō (頼山陽, 1781-1832). Le site est désigné monument national, car le peintre y est mort, et le site était réputé donner l'une des meilleures vues sur la région et le mont Hiei,.
Des panneaux d'interprétation le long du Kamo expliquent l'histoire du secteur.

Quelques lieux d'intérêts
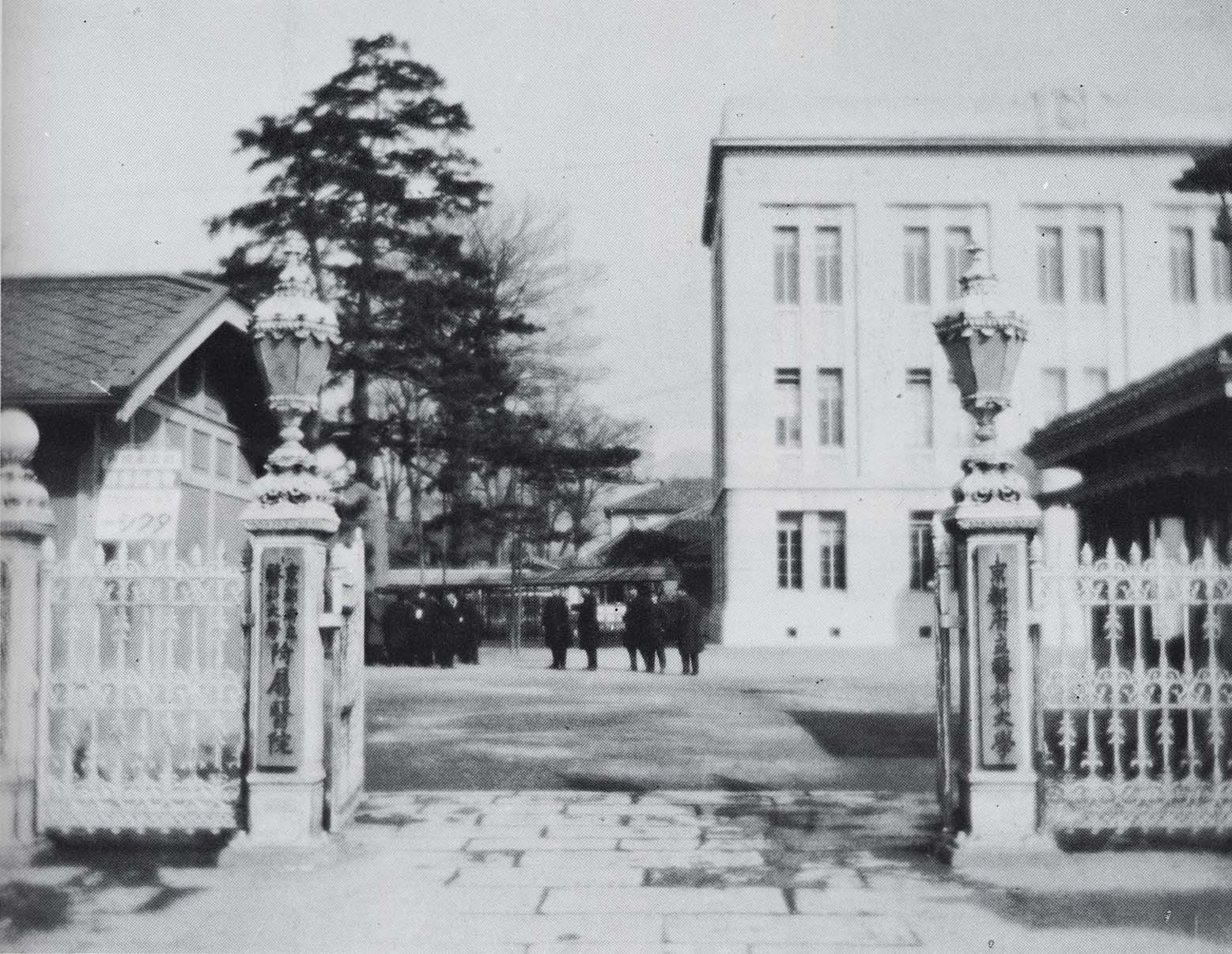
L'université préfectorale de Médecine au courant du XXe siècle
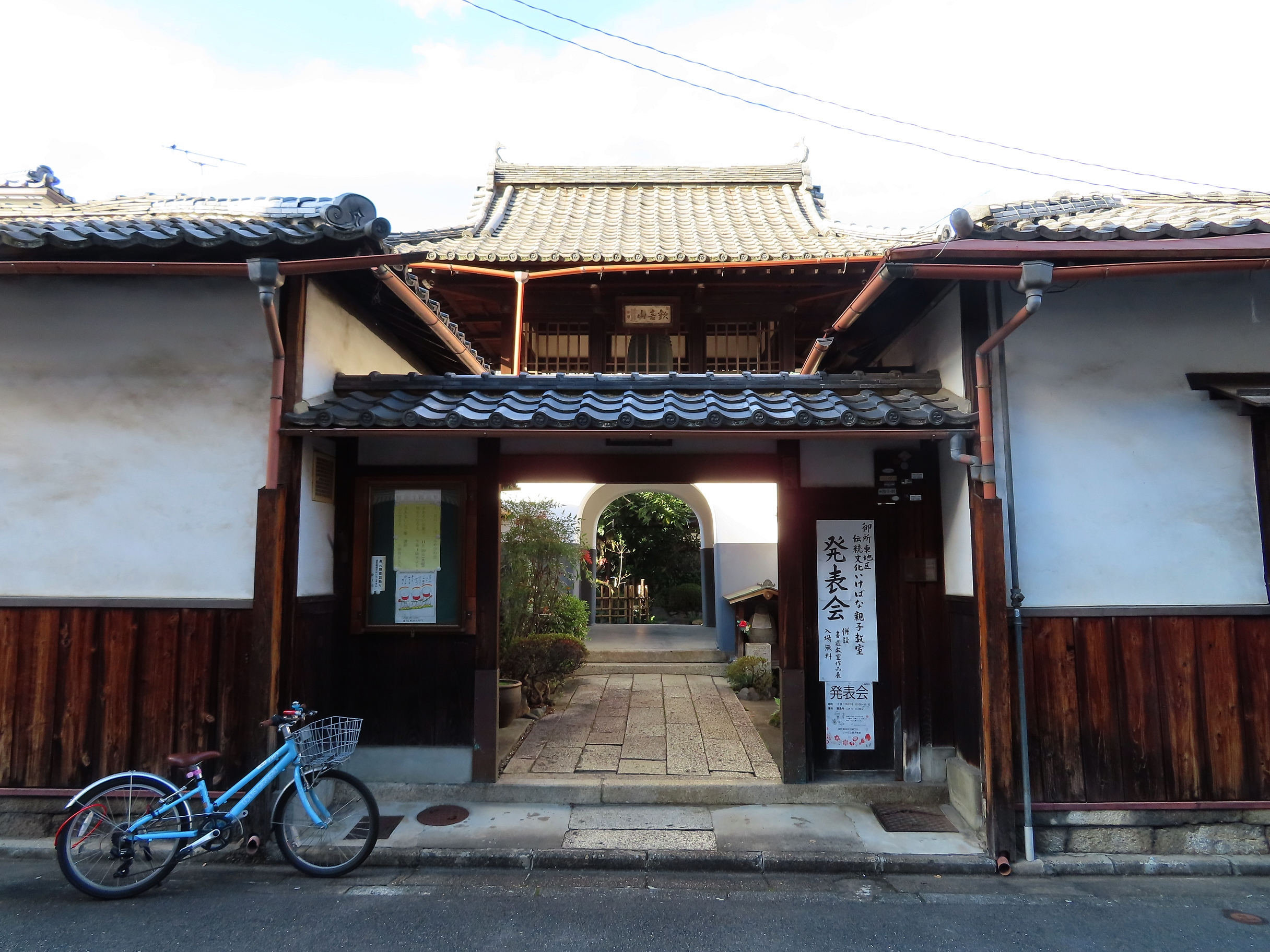
Entrée de l'Entsū-ji
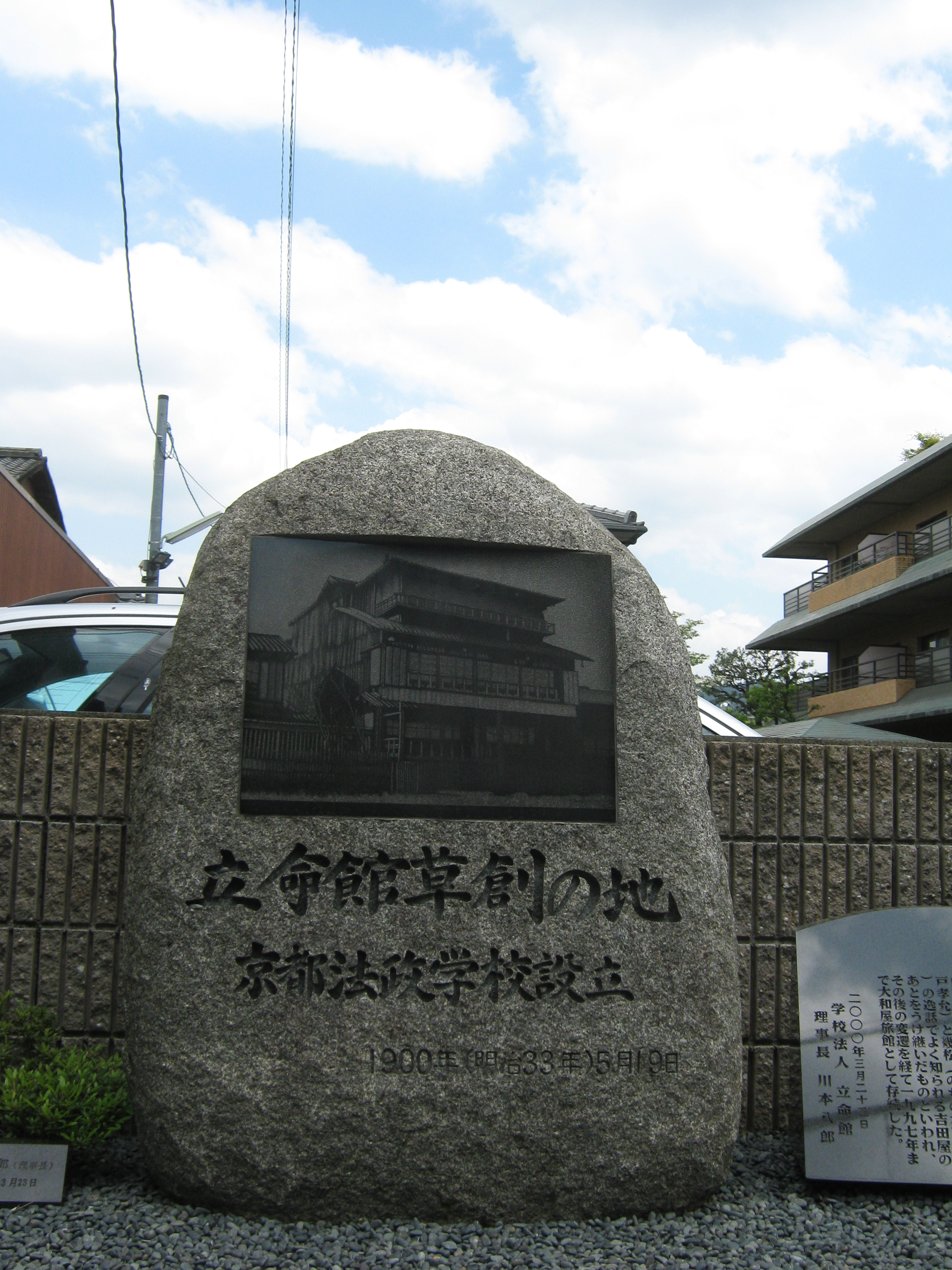
Stèle du Ritsumeikan